# Кузьминское (Калининский район)
Ку́зьминское — село в Калининском районе Тверской области. Относится к Эммаусскому сельскому поселению.
Расположено в 20 км к юго-востоку от Твери, в 5 км к югу от посёлка Эммаус на автодороге «Москва — Санкт-Петербург». От имени села образовано название станции (сейчас платформы) Кузьминка на участке Тверь — Москва главного хода Октябрьской железной дороги, в 1,5 км к югу от Кузьминского.

## История
В XVII веке село Кузьминское (варианты: Косьминское, Козминское) во владении Троице-Сергиева монастыря, в 1764 году указом Екатерины II крестьяне села переведены из монастырских в государственные.
В Списке населенных мест 1859 года значится казённое село Кузьминское, имеющее 61 двор и 421 жителя. В середине XIX-начале XX века Кузьминское было центром прихода Щербининской волости Тверского уезда. В селе каменная Иоанно-Предтеченская церковь (построена в 1775 году, в настоящее время не существует), в 1914 году прихожан в деревнях Мятлево, Федосово, Полукарпово, Меженино, Мишево, Сентюрино, Маринино — 2260 человек.
В 1930-40-х годах село было центром Кузьминского сельсовета Калининского района (с 1935 года в составе Калининской области), в который входили деревни Мишнево и Полукарпово и станция Кузьминка.
В 1970-80-е годы в Кузьминском отделение ОПХ «Заветы Ленина», школа, магазин.
В 1997 году — 54 хозяйств, 129 жителей.

## Население
| 1859 | 1886 | 2002 | 2010 |
| ---- | ---- | ---- | ---- |
| 421  | ↗498 | ↘113 | ↘69  |